# Мирна Печ
Мирна Печ (словен. Mirna Peč) је насеље и управно средиште истоимене општине Мирна Печ, која припада Југоисточнословеначкој регији у Републици Словенији.
По попису становништва из 2011. године насеље Мирна Печ имало је 990 становника.